# The Wanderers - I nuovi guerrieri
The Wanderers - I nuovi guerrieri (The Wanderers) è un film del 1979 diretto da Philip Kaufman.

## Trama
Il Bronx del 1963 è conteso da numerose gang giovanili, da alcune di natura più goliardica ad altre più violente.
Joey e Turco sono membri dei Vagabondi, una gang da strada composta da italo-americani. Joey incontra l'amico Turco mentre, intento a lasciare i Vagabondi, si reca, con l'intenzione di unirvisi, presso la famigerata banda dei "pelati". Cercando di dissuadere l'amico, Joey apostrofa in malo modo la banda dei pelati ma viene sentito e i pelati si danno all'inseguimento dei due. Nella fuga Joey e Turco richiamano gli altri membri della banda. Richie — il capo dei Vagabondi— e Buddy accorrono, ma di fronte al sovrannumero della banda rivale possono solo unirsi alla fuga. Intrappolati in un angolo, i Vagabondi vengono aiutati da un nuovo arrivato nel quartiere, un massiccio ragazzo di nome Perry che da solo mette in fuga gli inseguitori. Essendo anch'egli italo-americano, i Vagabondi che prendono in simpatia Perry, grati anche per l'aiuto dato, lo persuadono ad unirsi alla banda con la quale si affiaterà subito.
A scuola, una lezione sulla fratellanza ispirata ad Abramo Lincoln, degenera in una lite tra i Vagabondi e "i Bombardieri", una gang afro-americana. I due capi banda, Richie e Morso di Vipera si accordano per sistemare la faccenda senza pistole e coltelli, in una rissa da strada. Mentre i bombardieri trovano numerosi alleati tra altre gang afro-americane, nessuno sembra voler appoggiare i vagabondi. Non avendo altra scelta, Richie accetta l'aiuto del boss della Mafia locale, Chubby Galasso, che si offre di risolvere la disputa. A quanto pare i mafiosi, per nulla interessati alle futili questioni tra bande giovanili, si accordano con i capi della mafia afro-americana per commutare la rissa in una partita di rugby su cui scommettere una grossa somma per puro profitto.
Nel frattempo i ragazzi passano il tempo in strada e durante una delle loro bravate Richie conosce una ragazza di nome Nina di cui si innamora di colpo. La ragazza infatti, oltre che bella, dimostra carattere e intelligenza. Richie, per farsi perdonare la invita ad una festa tenuta proprio da Despie, figlia di Chubby.
Nina sale sulla propria macchina e per saperne di più su di lei, i ragazzi entusiasti per la nuova conquista, cercano di seguirla con l'auto di Perry ma si perdono, finendo nel territorio di quella che pare essere la gang più numerosa e pericolosa della città: "le tigri", che sembrano uccidere a vista tutti i membri delle altre gang. Questi infatti attirano i Vagabondi fuori dall'auto e li attaccano in massa. I vagabondi riescono a fuggire ma a Perry viene rotto un braccio durante la rissa, cosa che in seguito gli precluderà di partecipare alla partita.
I pelati invece, ubriachi e su di giri, vengono adescati da un reclutatore dei marines il quale li osservava da parecchio tempo. Questi approfittando dello stato di ebbrezza della gang gli fa compilare i moduli di reclutamento e prestare giuramento al corpo dei Marines in modo da toglierli dalla strada e raddrizzarli con la vita militare. Durante la festa di Despie, Richie e Joey si contendono Nina, ma gli occhi di lei sono tutti per Richie, più bello e sicuro di sé, suscitando la gelosia di Despie e la frustrazione di Joey che soffre l'inferiorità nei confronti dell'amico che ha da sempre successo con le donne mentre lui è sempre stato timido e insicuro. Richie e Nina si appartano nell'auto di lei mentre arrivano i pelati.
Prima di partire per l'addestramento, e ancora sotto l'effetto dell'alcool, i pelati piombano nella festa di Despie per un'ultima rissa. Ordinano a Turco di attirare fuori i vagabondi, ma una volta fuori si rende conto che i pelati lo hanno solo preso in giro e abbandonato in pasto ai suoi ex compagni traditi. Malmenato da Perry, Turco fugge e finisce davanti a una chiesa. In questa chiesa, le "tigri", a quanto pare cattolici irlandesi, stavano assistendo alla messa ma sentendolo chiamare, lo inseguono fino a causarne la morte.
Joey e Despie scoprono Richie in macchina con Nina e gli annunciano la fine, l'uno della loro amicizia, e l'altra della loro storia. Anche il resto della banda sembra disapprovare la condotta di Richie. Nina sparisce: soltanto successivamente, presi dallo sconforto per l'omicidio del presidente Kennedy, il giovane si riconcilierà con la sua fidanzata.
Arriva il giorno della partita. All'inizio i Vagabondi, per l'assenza di Richie, quarterback della squadra, subiscono il gioco dei Bombers, poi il ragazzo vedendo la banda in difficoltà, si riunisce alla squadra ottenendo il perdono degli amici e di Joey e ribaltando la partita. Durante il gioco però, il campo viene circondato dalle "tigri" che si presentano in massa attaccando Vagabondi e Bombardieri. Le gang che finora si erano dimostrate neutrali intervengono in aiuto. Anche Emilio e Perry partecipano allo scontro e le tigri vengono messe in fuga. Durante le esultanze per la vittoria, Emilio colpisce Joey il quale decide che quel gesto è l'ultima goccia e dopo aver passato la notte da Perry sarebbero partiti insieme per il New Jersey. Emilio, ubriaco, bussa alla porta credendo di trovare la madre di Perry, con cui ha una relazione. Trovandosi invece di fronte i due ragazzi, scoppia una lite che culmina con una bottigliata in testa che stordisce Emilio. Credendo di averlo ucciso, i ragazzi decidono di partire subito, e vanno all'addio al celibato di Richie per salutarlo.
Durante la festa, a cui partecipano anche i Bombers e i Wong, Richie si sente in trappola per la prospettiva di una vita già decisa da un errore di gioventù. Ripensa a Nina e non gli sembra vero di vederla per strada, così lascia la festa seguendola fino a un locale dove si sta esibendo Bob Dylan. Osservandola, Richie capisce che non potrà mai fare parte del suo mondo e che la strada intrapresa poteva solo portarlo dove è ora. Invece di raggiungere la ragazza di cui è innamorato, la lascia andare per la sua strada e torna indietro, trovando ad aspettarlo fuori dal locale Perry e Joey pronti a dirgli addio. Vedendo gli amici partire, Richie capisce che le cose non saranno più le stesse.